# Pietro Paolo Trompeo
Pietro Paolo Trompeo (Roma, 2 dicembre 1886 – Roma, 7 giugno 1958) è stato un critico letterario italiano.

## Biografia
Di famiglia piemontese trapiantata a Roma (il padre Eugenio fu assessore comunale sotto il sindaco Ernesto Nathan), dopo gli studi liceali al Liceo classico Ennio Quirino Visconti e al Liceo classico Terenzio Mamiani (vi ebbe come insegnante Giulio Salvadori), si laureò in Lettere nel 1912 presso l'Università "La Sapienza" di Roma con Cesare De Lollis.
Dal 1922 al 1957 fu docente di lingua e letteratura francese in quella stessa università; compose inoltre pregevoli monografie - caratterizzate da grande finezza ed erudizione - nonché alcuni testi scolastici.
Collaborò, con una certa assiduità, a varie riviste (Nuova Antologia, Studi Romani, Le Divan, Letteratura, Lingua nostra, Primato, ecc.) e quotidiani (Il Popolo di Roma, Il Messaggero, Il Giornale d'Italia, L'Osservatore Romano, La Stampa, Corriere della Sera), segnalandosi per il garbo e l'eleganza dello stile e la franca ispirazione cristiana; fu condirettore de La Cultura (1930-1933) e direttore de La Fiera Letteraria (1948-1949).

## Opere
- Nell'Italia romantica sulle orme di Stendhal, Roma, 1924
- Rilegature gianseniste, Milano-Roma, La Cultura, 1930
- Il lettore vagabondo, Roma, Tumminelli, 1942
- Piazza Margana, Roma, Staderini, 1942
- Carducci e D'Annunzio, Roma, Tumminelli, 1943
- La scala del sole, Roma, De Luigi, 1943
- Tempo ritrovato, Roma, Staderini, 1947
- La pantofola di vetro, Napoli, E.S.I., 1952
- Vecchie e nuove rilegature gianseniste, Napoli, E.S.I., 1958
- L'azzurro di Chartres e altri capricci, Caltanissetta, Sciascia, 1958
- Via Cupa, Bologna, Cappelli, 1958
- Preti, Caltanissetta-Roma, Sciascia, 1962 (postumo)
- Incontri di Stendhal, Napoli, E.S.I., 1963 (postumo)
- Pagine biellesi di Pietro Paolo Trompeo, Biella, Centro Studi Biellesi, 1967 (postumo)
- Piazza Margana con altri itinerari romani, Roma, Bulzoni, 1969 (postumo)
- Diporti italiani, a cura di Nello Vian, Quaderni dell'Accademia dell'Arcadia 7, Roma, Fratelli Palombi Editori, 1984 (postumo)

## Onorificenze
- Laurea honoris causa dell'Università di Grenoble (1955).

## Altre cariche ricoperte
- Membro, con il nome di Diodoro Milesio, dell'Accademia dell'Arcadia, di cui fu anche custode dal 1953 al 1958[4]
- Membro del Gruppo dei Romanisti[5]
- Membro dell'Accademia dei Lincei (dal 1952)